# Dinastie della storia cinese
Quella che segue è una cronologia delle dinastie della storia della Cina.
In realtà la millenaria storia del paese raramente è così netta come viene rappresentata ed era in effetti raro che una determinata dinastia si concludesse tranquillamente e lasciasse il posto in modo rapido e scorrevole a una nuova. Le dinastie spesso furono fondate prima del rovesciamento di un regime esistente, o continuarono per un periodo anche dopo che era iniziato il declino. In aggiunta la Cina rimase divisa per lunghi periodi della sua storia, con diverse regioni governate da gruppi differenti e diverse dinastie. In periodi come questi, non vi era un'unica dinastia che dominasse una Cina unificata. In altre situazioni però una sola dinastia riuscì a mantenere il potere per lungo tempo su una vastissima area, ad esempio gli Yuan e i Qing che ressero a lungo il più vasto impero del loro tempo (15 milioni di km2). Come caso di specie, si discute molto sui periodi durante e dopo la dinastia Zhou occidentale.
Per esempio, la data convenzionale del 1644 segna l'anno in cui gli eserciti manciù della dinastia Qing occuparono Pechino e portarono i Qing stessi a governare sulla Cina interna, succedendo alla dinastia Ming. Tuttavia la stessa dinastia Qing era stata fondata nel 1636 come Jin posteriore (o addirittura nel 1616, sebbene con un altro nome: Manciù), mentre l'ultimo pretendente dei Ming scomparve solo nel 1662. Il cambio delle case dominanti era una faccenda confusa e prolungata, e i Qing impiegarono almeno vent'anni per estendere il loro controllo sull'intera Cina. È dunque approssimativo sostenere che la Cina sia cambiata tutta e subito nell'anno 1644.
Per altri dettagli sulle dinastie qui elencate e sui loro imperatori si vedano i relativi collegamenti nella tabella. S per la storia della dinastia, I per una tabella dei suoi imperatori (o altri tipi di governanti).

## Cronologia delle dinastie
| Dinastia | Dinastia       | Dinastia                    | Collegamenti            | Anni                                                        | Anni        |
| --- | -------------- | --------------------------- | ----------------------- | ----------------------------------------------------------- | ----------- |
| Tre Augusti e Cinque Imperatori                                                                                          | 三皇五帝       | sān huáng wǔ dì             | (S - I)                 | prima del 2070 a.C.                                         | 628+        |
| Dinastia Xià | 夏             | xià                         | (S - I)                 | 2100 a.C. — 1600 a.C.                                       | 470         |
| Dinastia Shang | 商             | shāng                       | (S - I)                 | 1600 a.C. — 1046 a.C.                                       | 554         |
| Dinastia Zhou occidentale                                                                                                | 西周           | xī zhōu                     | (S - I)                 | 1046 a.C. — 771 a.C.                                        | 275         |
| Dinastia Zhou orientale Tradizionalmente divisa in Periodo delle primavere e degli autunni Periodo dei regni combattenti | 東周 春秋 戰國 | dōng zhōu chūn qiū zhàn guó | (S - I) (S - I) (S - I) | 770 a.C. — 256 a.C. 722 a.C. — 476 a.C. 475 a.C. — 221 a.C. | 514 246 254 |
| Dinastia Qin | 秦             | qín                         | (S - I)                 | 221 a.C. — 206 a.C.                                         | 15          |
| Dinastia Han occidentale                                                                                                 | 西漢           | xī hàn                      | (S - I)                 | 206 a.C. — 9                                                | 215         |
| Dinastia Xin | 新             | xīn                         | (S - I)                 | 9 — 23                                                      | 14          |
| Dinastia Han orientale                                                                                                   | 東漢           | dōng hàn                    | (S - I)                 | 25 — 220                                                    | 195         |
| Tre Regni | 三國           | sān guó                     | (S - I)                 | 220 — 265                                                   | 45          |
| Dinastia Jin occidentale                                                                                                 | 西晉           | xī jìn                      | (S - I)                 | 265 — 317                                                   | 52          |
| Dinastia Jin orientale                                                                                                   | 東晉           | dōng jìn                    | (S - I)                 | 317 — 420                                                   | 103         |
| Dinastie del Nord e del Sud                                                                                              | 南北朝         | nán běi cháo                | (S - I)                 | 420 — 589                                                   | 169         |
| Dinastia Sui | 隋             | suí                         | (S - I)                 | 581 - 618                                                   | 37          |
| Dinastia Tang | 唐             | táng                        | (S - I)                 | 618 — 907                                                   | 289         |
| Cinque dinastie e dieci regni                                                                                            | 五代十國       | wǔ dài shí guó              | (S - I)                 | 907 — 960                                                   | 53          |
| Dinastia Song del Nord                                                                                                   | 北宋           | běi sòng                    | (S - I)                 | 960 — 1127                                                  | 167         |
| Dinastia Song del Sud | 南宋           | nán sòng                    | (S - I)                 | 1127 — 1279                                                 | 152         |
| Dinastia Liao | 遼             | liáo                        | (S - I)                 | 916 — 1125                                                  | 209         |
| Dinastia Jīn | 金             | jīn                         | (S - I)                 | 1125 — 1244                                                 | 119         |
| Dinastia Yuan | 元             | yuán                        | (S - I)                 | 1271 — 1368                                                 | 97          |
| Dinastia Ming | 明             | míng                        |                         | 1368 — 1644                                                 | 276         |
| Dinastia Qing | 清             | qīng                        |                         | 1644 — 1912                                                 | 268         |